# 제56포병사령부

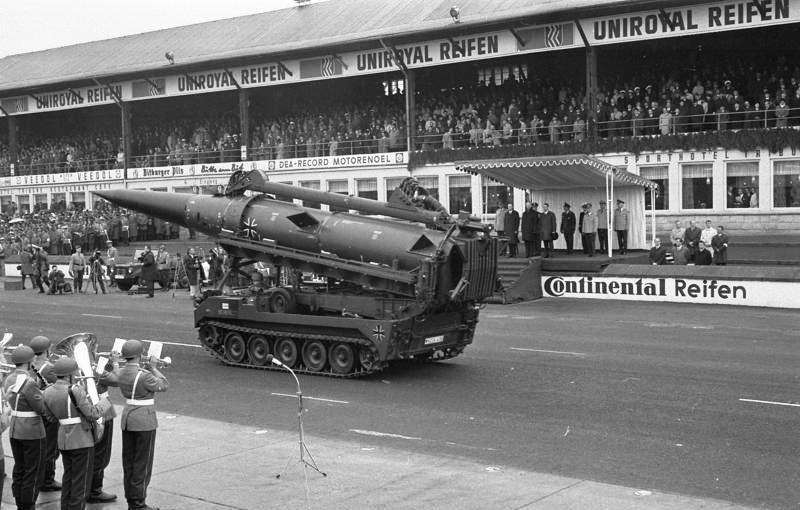
1969년 서독의 퍼싱 핵미사일

제56포병사령부(56th Artillery Command)는 미국 유럽-아프리카 육군의 전구 야전포병사령부이다.

## 역사

### 21세기
2021년 8월 12일, 미국 유럽-아프리카 육군이 같은해 10월 1일에 제56포병사령부를 재소집한다고 발표하였다. 2성 전구 화력사령부로서 마인츠카스텔에 본부를 두었다.

## 부대

### 2021년
- 본부 및 본부포대 (HHB)
- 제2다층영역태스크포스(2nd Multi-Domain Task Force)
  - 본부부대(Headquarters Element)
  - 첩보, 사이버스페이스, 전자전 및 우주분견대(Intelligence, Cyberspace, Electronic Warfare and Space Detachment)
  - 여단지원중대(Brigade Support Company)

### 1963년 4월
- 본부 및 본부포대 (HHB)
- 제41야전포병연대 4대대 (4-41st FAR)
- 제81야전포병연대 1대대 (1-81st FAR)
- 제84야전포병연대 3대대 (3-84th FAR)

### 1970년 9월
- 본부 및 본부포대 (HHB)
- 제41야전포병연대 4대대 (4-41st FAR)
- 제81야전포병연대 1대대 (1-81st FAR)
- 제84야전포병연대 3대대 (3-84th FAR)
- 제4보병연대 2대대

### 1972년 9월
- 본부 및 본부포대 (HHB)
- 제266화학분견대
- 제41야전포병연대 1대대 (1-41st FAR)
- 제81야전포병연대 1대대 (1-81st FAR)
- 제84야전포병연대 3대대 (3-84th FAR)
- 제4보병연대 2대대

### 1982년
- 본부 및 본부포대 (HHB)
- 제266화학분견대
- 제41야전포병연대 1대대 (1-41st FAR)
- 제81야전포병연대 1대대 (1-81st FAR)
- 제84야전포병연대 3대대 (3-84th FAR)
- 제4보병연대 2대대
- 제55정비대대

### 1986년 1월 ~ 1991년 5월
- 본부 및 본부포대 (HHB)
- 제266화학분견대
- 제9야전포병연대 1대대 (1-9th FAR)
- 제9야전포병연대 2대대 (2-9th FAR)
- 제9야전포병연대 4대대 (4-9th FAR)
- 제4보병연대 2대대
- 제55지원대대
- 제19항공중대
- 제38통신대대

## 사진첩

제56포병사령부의 휘장
제7군 SSI (1963년~1970년)
제7군 어깨소매휘장과 퍼싱 탭 (1970년~1971년)
제56야전포병사령부의 어깨소매휘장과 퍼싱 탭 (1971년~1991년)
1968년부터 1972년까지 승인된 고유부대휘장[3]
제56포병사령부의 어깨소매휘장 (현재)[1]
제56포병사령부의 고유부대휘장 (현재)[1]

## 기록

### 계보
- 1942년 9월 14일, Headquarters and Headquarters Battery, 56th Coast artillery Brigade
→제56해안포병여단, 본부 및 본부포대
- 1943년 5월 28일, Headquarters and Headquarters Battery, 56th antiaircraft artillery Brigade
→제56대항공기포병여단, 본부 및 본부포대
- 1958년 3월 20일. Headquarters and Headquarters Battery, 56th artillery Brigade
→제56포병여단, 본부 및 본부포대
- 1968년, Headquarters and Headquarters Battery, 56th artillery Group
→제56포병단, 본부 및 본부포대
- 1972년 3월 15일, Headquarters and Headquarters Battery, 56th Field artillery Brigade
→제56야전포병여단, 본부 및 본부포대
- 1986년 1월 17일, Headquarters and Headquarters Battery, 56th Field artillery Command
→제56야전포병사령부, 본부 및 본부포대
- 2021년, Headquarters and Headquarters Battery, 56th Artillery Command
→제56포병사령부, 본부 및 본부포대

### 전역
| 스트리머                                    | 내역                                |
| ------------------------------------------- | ----------------------------------- |
| 제2차 세계 대전 (유럽-아프리카-지중해 전구) | - 북부 프랑스 - 라인란트 - 중앙유럽 |

## 같이 보기
- 신형 중거리 탄도 미사일 (LRHW)

### 인용
1. 1 2 3 4  “56 Artillery Group” (영어). The Institute of Heraldry. 2020년 6월 13일에 원본 문서에서 보존된 문서. 2023년 7월 21일에 확인함.
2. ↑  “Plotting Pershing on the Map”. 《The Pershing Cable》. 56th Field Artillery Command. 1986–1987. 2쪽.
3. ↑  “56 Artillery Group - Distinctive Unit Insignia” (영어). The Institute of Heraldry. 2023년 7월 21일에 확인함.

### 자료
- Janice E. McKenney (2010). 《Field Artillery Part.1》 (PDF). Army Lineage Series (영어). Washington, D.C.: Center of MiliTary History, United States army. 6-8쪽.